# 王羲之故居
王羲之故居是指東晉書法家王羲之生前的住所。王羲之故居有两处，一处位于中華人民共和國山東省临沂市兰山区洗砚池街
20号，另一处位于浙江省绍兴市嵊州市金庭镇。

## 臨沂王羲之故居
臨沂王羲之故居位於临沂市兰山区洗砚池街20号中段北侧，为古典园林式建筑，占地面积约28亩，建筑面积300余平方米，內有一個池塘，叫做「洗砚池」。王羲之幼年时练字后到池中洗刷砚台，時間一長以至于池水呈墨色，這是「洗砚池」得名由來。臨沂王羲之故居內還有晒书台、鹅池、禊亭等遗迹，此外還有新建的晋墨斋、书法展室和书法碑廊。
臨沂王羲之故居是王羲之早年居所。西晋建兴元年（313），王羲之随家族南迁会稽山阴，故宅成为佛寺。拓跋魏時期，佛寺得名律寺。開元八年（720年），佛寺得名開元寺。北宋時改稱天寧萬壽禪寺。刘齐时，佛寺更名普照寺。1141年，寺廟方面翻修殿宇，并在大雄宝殿北建藏经楼，收藏佛经5048卷。工程竣工后，在寺的中庭筑亭刻碑，該碑就是「集柳碑」。中國抗日战争期間，日军攻佔临沂后，古建筑被破坏，古文物被洗劫。普照寺的大铁钟毁于文化大革命期间。
清朝乾隆二十四年（1759年），知州李希贤在右军祠内设立瑯琊书院。同治年间，有人在忠教祠西修建了万善庵。
1982年，當局開始整修王羲之故居。1989年，临沂地区行署開始重建王羲之故居。1990年5月，王羲之故居一期工程建成並对外开放，主要建设了洗砚池、大门、碑廊、琅琳书院、晋墨斋、砚碑亭、晋墨留香亭等景点。2003年10月16日，二期工程建成对外开放，主要建设了王羲之故宅一沂州普照禅寺、右軍祠、左公祠（紀念左寶貴）、五賢祠、翰墨苑等景點。此外還重新复制刻成《沂州普照禅寺兴造记》（集柳碑）、乾隆皇帝题琅珈五贤祠御碑、大、小兰亭图、十七帖、琅琢帖等石碑。臨沂王羲之故居後來被列為國家3A級旅遊景區。2006年12月7日，臨沂王羲之故居以王羲之故里遗址的名義被授予山东省文物保护单位。

## 嵊州王羲之故居
嵊州王羲之故居是王羲之晚年的居住之地，又稱書聖園。建筑共分山门、天王殿、大殿、后殿四进，整组建筑占地约20亩。王羲之的後代曾在王羲之故居修煉炼，並起名金真馆，后來改称金真宫。南朝宋永初十七年（440年）,經褚伯玉的提議，當地又改名為金庭观。在文化大革命期間，除了山门外其餘建築都被搗毀。1983年，當局重修山門、大殿和寺前墨池。現在該故居境內有王右军墓、金庭观、右军祠、碑廊、空海灵迹碑
等建筑。